# Sararanga sinuosa
Sararanga sinuosa là một loài thực vật có hoa trong họ Dứa dại. Loài này được Hemsl. miêu tả khoa học đầu tiên năm 1894.